# Ricardo Sternberg
Ricardo Sternberg (Rio de Janeiro, 1948 –) kanadai-amerikai-brazil költő.
Brazíliában született, családjával 15 éves korában költözött az Amerikai Egyesült Államokba. 1979 óta Kanadában él, a Torontói Egyetemen tanít portugál és brazil irodalmat.